# William Blount, VII barón de Mountjoy
William Blount, VII barón de Mountjoy, (circa 1561 - 1594) fue un miembro de la nobleza en Inglaterra.
William Blount nació alrededor de 1561, siendo el hijo mayor de James Blount, VI barón de Mountjoy (1533-1582) y Catherine Leigh. Heredó su título tras la muerte de su padre. Nunca se casó. Tras su fallecimiento en 1594 en Hook, Dorset, el título pasó a su hermano menor Charles Blount, VIII barón de Mountjoy 